# فرشته‌ماهیان
فرشته‌ماهیان (Pomacanthidae) خانواده‌ای از ماهیان هستند.
از این خانواده یک جنس به نام هاماد در آب‌های جنوبی ایران زندگی می‌کند.

## سرده‌ها
تاکنون ۸۸ گونه در ۷ سرده از این ماهی شناسایی شده‌است:
- فرشته ماهی دودی (‏ ۸ گونه)
- فرشته ماهی شعله‏ (۳۰+ گونه)
- فرشته‌ماهی حلقه‌آبی‏ (۱۳ گونه)
- فرشته‌ماهی نواری‏ (۱۰ گونه)
- فرشته‌ماهی نواری‏ (۸ گونه)
- فرشته‌ماهی‌های اصلی‏ (۱۳ گونه)
- فرشته‌ماهی کوتوله (تک‌گونه)